# Franklin (Tennessee)
Franklin je město ve Spojených státech amerických. Nachází se v okrese Williamson County ve státě Tennessee. Ve městě žije přibližně 83 tisíc obyvatel a jeho rozloha činí 107,3 km². Město bylo založeno roku 1799. Leží asi 34 kilometrů jižně od Nashvillu v oblasti zvané Middle Tennessee. Ve státě Tennessee je sedmým nejlidnatějším městem.
Město je známé jako bydliště řady celebrit, zejména pak zpěváků žánru country.

## Rodáci
- Bill Lee (politik) (* 1959) – americký politik, guvernér Tennessee